# Fairleigh Dickinson University Press
Fairleigh Dickinson University Press (FDU Press) est une maison d'édition gérée et supervisée par l'université Fairleigh-Dickinson, la plus grande université privée du New Jersey avec des campus internationaux à Vancouver en Colombie-Britannique et à Wroxton dans l'Oxfordshire.

## Histoire
FDU Press a été créée en 1967 par le fondateur de l'université, Peter Sammartino, en coopération avec l'éditeur Thomas Yoseloff, ancien directeur de l'University of Pennsylvania Press. Yoseloff avait quitté ce poste l'année précédente pour fonder l'Associated University Presses (AUP), destiné à fonctionner comme un consortium de petites et moyennes presses universitaires et éditeur / distributeur de bourses d'études en sciences humaines ; FDU Press est devenu le premier membre participant de l'AUP en 1968.
Charles Angoff a été rédacteur en chef de FDU Press de 1967 à 1977. Harry Keyishian a été directeur de Press de 1977 à 2017 et fait toujours partie de son comité de rédaction. James Gifford est l'actuel directeur de FDU Press. Lorsque l'Associated University Presses a cessé la plupart de ses nouvelles publications en 2010, un nouvel accord de distribution a été conclu avec Rowman &amp; Littlefield. Press a déménagé sur le campus de Vancouver de FDU en juillet 2017, mais conserve son comité éditorial composé de professeurs des campus de l'université et son conseil consultatif composé de professeurs et de professionnels de l'édition extérieurs à FDU.
FDU Press a publié plus de 1 500 ouvrages de non-fiction et de recherche depuis sa création, la plupart dans les domaines de la littérature, de la  critique littéraire, des arts, de l'histoire et d'autres sciences sociales[réf. nécessaire].